# Luisa Mattia
Luisa Mattia (Roma, 22 gennaio 1953) è una scrittrice e autrice televisiva italiana.

## Biografia
Laureata in Pedagogia alla Sapienza - Università di Roma con una tesi in "Teorie e tecniche delle comunicazioni di massa", ha insegnato per molti anni presso una scuola elementare romana, presso la quale ha ideato il progetto "Edizioni dei bambini", grazie al quale i bambini sono autori, illustratori ed editori di loro stessi.
Nel 2008 vince il Premio Andersen come miglior scrittrice con la motivazione "per i felici esiti del complesso della sua opera narrativa, capace di affrontare differenti temi e generi della letteratura per ragazzi, sempre sostenuta da passione civile, sia quando narra l'oggi sia quando si misura con la storia".
Dal 2002, Insieme ad altri "soci di penna" è co-autrice del programma televisivo di Rai 3 Melevisione, andato in onda dal 1999 al 2015.
Nel 2020 vince il Premio Ceppo nella sezione dedicata all'infanzia e all'adolescenza in merito alla sua capacità di confrontarsi "con differenti temi e generi della letteratura per ragazzi con equilibrio e costante passione civile, declinata in storie che raccontano la realtà contemporanea ma anche momenti cruciali della storia d’Italia".

## Edizioni dei bambini
Il progetto "Edizioni dei bambini" si sviluppa nel 1999 da un'idea di Luisa Mattia in collaborazione con le insegnanti dell'Istituto Comprensivo "Parco di Veio" di Roma.
Il progetto è pensato per avvicinare i bambini (dai 6 ai 12 anni) alla narrativa ed ai libri attraverso attività di ricerca, di scrittura e di elaborazione ispirate a quelle proposte dal modello delle classi laboratorio di Celestin Freinet. Altra forte ispirazione del progetto è La grammatica della Fantasia di Gianni Rodari.
Il progetto prevede che ogni anno vengano scelti un genere o una tecnica di scrittura dai quali partire per costruire le proprie narrazioni. Nel corso degli anni i generi e le tecniche esplorate hanno spaziato dai racconti brevi ai romanzi, passando per biografie, autobiografie, gialli, science fiction e libri game. Il genere letterario non è proposto in maniera diretta ai ragazzi poiché si intende evitare la trasmissione di un'idea di letteratura realizzata a compartimenti stagni. Il focus è la narrazione ed il divertimento da essa prodotto: da ciò nasce un apprendimento significativo e duraturo che si estende anche alle conoscenze linguistiche e grammaticali. Si tratta, dunque, di una sorta di apprendimento capovolto che, dalla realizzazione di un prodotto, produce un apprendimento.